# Fritz Diekmann
Peter Fritz Diekmann (* 15. Juni 1897 in Diekmannshausen bei Varel; † 7. August 1970 in Oldenburg (Oldb)) war ein deutscher Vermessungsrat und Oberregierungsrat.

## Leben und Wirken
Diekmann war der Sohn des Holzhändlers und Sägewerkbesitzers Heinrich Johann Diekmann (* 24. August 1863; † 2. September 1927) und dessen Ehefrau Wilhelmine geb. Hadeler. Er wurde in Diekmannshausen, einem Dorf, das seine Vorfahren gegründet hatten und das daher seinen Familiennamen trägt, geboren. Er besuchte die Oberrealschule in Wilhelmshaven und studierte von 1919 bis 1922 Vermessungswesen und Landeskulturtechnik an der Technischen Hochschule in München. Seit 1920 war er Mitglied der Münchener Burschenschaft Guelfia. 1927 folgte die oldenburgische Staatsprüfung für den höheren Vermessungs- und Landeskulturdienst. Während des Vorbereitungsdienstes war er beim Katasteramt Friesoythe beschäftigt, danach bei der Vermessungsdirektion in Oldenburg, bei der er 1934 die Abteilung für Verkoppelungen übernahm. 1935 wurde er Landesökonomierat. 1941 wurde er Leiter dieser Behörde, wurde aber wegen seiner Einberufung zum Wehrdienst nicht mehr tätig. Während des Zweiten Weltkriegs geriet Diekmann in britische Kriegsgefangenschaft, aus der er 1948 entlassen wurde. Danach übernahm er wie vorgesehen die Behördenleitung. Nach Aufhebung der Vermessungsdirektion 1948 war er bis zu seiner Pensionierung im Jahre 1962 Leitender Dezernent für Vermessungs- und Katasterangelegenheiten sowie Dezernent der Oberen Flurbereinigungsbehörde beim Verwaltungspräsidenten in Oldenburg.
Angeregt durch seinen Amtsvorgänger Adolf Schmeyers widmete sich Diekmann mit besonderer Hingabe auch heimatlichen Aufgaben. Von 1956 bis 1966 war er Vorsitzender, später Ehrenvorsitzender, des Oldenburger Landesvereins für Geschichte, Natur- und Heimatkunde, anschließend bis zu seinem Tod geschäftsführendes Vorstandsmitglied der Oldenburg-Stiftung. Er war Verfasser zahlreicher Abhandlungen fachlicher und heimatkundlicher Art und eifriger Mitarbeiter im Friesischen Klootschießerverband, dessen Ehrenmitglied er wurde. Weiterhin war er im Vorstand des Mellumrats, des Marschenrats und der Museumsstiftung Cloppenburg tätig. Diekmann setzte sich für den nachhaltigen Naturschutz, für die Förderung der plattdeutschen Sprache und als stellvertretender Vorsitzender im Niedersächsischen Heimatbund für die oldenburgischen Belange ein.

## Familie
Diekmann heiratete am 22. März 1924 Mathilde Melusine Caroline Helmerichs (1897–1985). Das Ehepaar hatte zwei Söhne und eine Tochter.